# Oksana Szaczko
Oksana Szaczko, ukr. Оксана Шачко (ur. 31 stycznia 1987 w Chmielnickim, zm. 23 lipca 2018 w Paryżu) – ukraińska działaczka na rzecz praw człowieka i równouprawnienia kobiet, z wykształcenia malarka.

## Życiorys
Urodzona 31 stycznia 1987 r. w Chmielnickim, miała brata Ołeksija. Od 1995 r. uczyła się ikonopisarstwa, żyła przez pewien czas w monastyrze i w wieku trzynastu lat zdecydowała się zostać zakonnicą, jednak rodzice odwiedli ją od tego. Po porzuceniu tego zamiaru przeszła ewolucję w swoim światopoglądzie i została ateistką. Po ukończeniu szkoły w 2000 r. podjęła studia z zakresu malarstwa na Chmielnickim Uniwersytecie Narodowym.
W 2008 r. wraz z Hanną Hucoł i Ołeksandrą Szewczenko założyła organizację Femen, która od 2009 r. wielokrotnie prowadziła akcje protestacyjne na Ukrainie i w państwach zachodnioeuropejskich. Femen znany był z protestów, w których jego członkinie występowały topless, potępiając m.in. przemoc wobec kobiet, turystykę seksualną, prostytucję, naruszanie praw obywatelskich i praw człowieka. W 2011 r. wraz z innymi aktywistkami została uprowadzona po proteście w Mińsku, wywieziona do lasu, rozebrana, polana olejem i grożono jej podpaleniem. Dwa lata później została pobita po demonstracji w Kijowie. Zatrzymywana była wielokrotnie, łącznie spędziła w sumie rok w aresztach. Wraz z Femen protestowała nie tylko na terenie byłego ZSRR, ale też w Davos w Szwajcarii czy w Watykanie.
Od 2013 r. przebywała w Paryżu, po tym jak Francja przyznała jej azyl polityczny W Paryżu studiowała malarstwo. W 2014 r. opuściła Femen, wskazując że z powodu rozproszenia jego członków po różnych miejscowościach organizacja uległa rozprężeniu, a w 2016 r. porzuciła działalność społeczną. Od tego czasu pracowała jako malarka. W 2016 r. odbyła się w Paryżu indywidualna wystawa jej prac.
Ostatni raz widziana 20 lipca 2018 r., trzy dni później jej ciało znaleziono we własnym mieszkaniu. Jako możliwą przyczynę śmierci założyciele organizacji Femen wskazywali samobójstwo. W ostatnich miesiącach życia wraz z reżyserem Alainem Margot pracowała nad filmem dokumentalnym o Femen. Wróciła także do tworzenia ikon, jednak przeznaczonych na rynek sztuki, a nie do celów sakralnych.
Była bliską przyjaciółką Dimy Lewickiego.